# Metron
Ein Metron oder Metrum (altgriechisch μέτρον; Plural Metra oder Metren; lateinisch metrum) ist in der antiken griechischen Metrik der kleinste in seiner rhythmischen Eigenart erkennbare Teil eines Verses. Da die Bezeichnung Metrum schon in der römischen Literatur auch unscharf für das Versmaß bzw. die konkrete metrische Form eines Verses verwendet wird, ist es besser, für den Versteil in der antiken Metrik die Bezeichnung Metron zu verwenden.
Nach der Terminologie von Paul Maas ist das Metron eine unselbständige, innerer Responsion unterliegende Gruppe von Verselementen, das heißt, die Gruppe wird in erkennbarer Weise wiederholt (Responsion), ist aber zu kurz, um als selbständiger Vers auftreten zu können (wodurch sich das Metron vom Kolon unterscheidet).
Demzufolge gibt es im strikten Sinn nur die folgenden Metren (in Klammer die Form in metrischer Notation und die entsprechende Formel):
- jambisches Metron (◡—◡—, ja2)
- trochäisches Metron (—◡—◡, tr2)
- anapästisches Metron (◡◡—◡◡—, an2)
- Daktylus (—◡◡, da)
- Spondeus (——, sp)
- Kretikus (—◡—, cr)
- Bakcheus (◡——, ba)
- Chorjambus (—◡◡—, cho)
- Ionicus a minore (◡◡——, iomi)

Mit Ausnahme des Daktylus enthält jedes dieser Metra genau zwei lange Elemente.
Das metron stimmt nicht überein mit dem antiken Begriff des pous (griechisch πούς pous, lateinisch pes), wie er zum Beispiel bei Dionysios Thrax überliefert ist und dem heutigen Begriff des Versfußes entspricht. Das metron ist dabei das sich aus der Praxis von Tanz und Vortrag herleitende, durch Wiederholung erkennbare rhythmische Element, demgegenüber ergibt sich der pous bei Dionysios und seinen Nachfolgern aus einer kombinatorischen Aneinanderreihung langer und kurzer Elemente. Da Dionysios in seiner Liste sämtliche möglichen Kombinationen bis zu viergliedriger Füße benannte, entstehen dadurch so exotische und in der Dichtung kaum je vorkommende Versfüße wie der aus vier Kürzen gebildete Prokeleusmatikos (◡◡◡◡).
Diesem Unterschied entsprechend und so in obiger Liste ablesbar besteht das Metron bei den zweisilbigen Versfüßen Jambus, Trochäus und dem dreisilbigen Anapäst aus zwei Füßen (Dipodie), das heißt, der einzelne Jambus ist zweigliedrig (◡—, ja), das jambische Metron ist dagegen viergliedrig (◡—◡—, ja2). Bei allen anderen Metra ist Metron und Versfuß das gleiche.
Will man insbesondere bei den Versfüßen mit Dipodie zwischen Versfuß und Metron unterscheiden, so spricht man spezifisch vom Jambischen Metron, Metron Iambikon oder auch kurz von Iambikon, Trochaikon, Anapaistikon usw.
Aus einer Wiederholung eines bestimmten Metrons bestehende Versmaße werden der Zahl der Metra entsprechend benannt:
- Monometer (1 Metron)
- Dimeter (2 Metra)
- Trimeter (3 Metra)
- Tetrameter (4 Metra)
- Pentameter (5 Metra)
- Hexameter (6 Metra)

Das heißt, ein jambischer Trimeter besteht aus 3 Metra zu je zwei Füßen, also insgesamt 6 Füßen.
Dabei ist allerdings zu beachten, dass bei solchen Versmaßen sich das metrische Schema nicht einfach aus einer Wiederholung des Fuß-Schemas ergibt, sondern dass der Tradition entsprechend jedes Versmaß mit bestimmten Erweiterungen bzw. Einschränkungen der rhythmischen Freiheit verbunden ist. So besteht der daktylische Hexameter nicht einfach aus sechs hintereinander gesetzten Daktylen:
—◡◡ˌ—◡◡ˌ—◡◡ˌ—◡◡ˌ—◡◡ˌ—◡◡ˌ
sondern weist zahlreiche mögliche Variationen mit Einschränkungen im 5. und 6. Metrum auf:
—◡◡ˌ—◡◡ˌ—◡◡ˌ—◡◡ˌ—◡◡ˌ—×
Das gilt nicht nur für das Versmaß als Ganzes, sondern auch für das Metron selbst. Das zeigt sich, wenn man in der lateinischen Dichtung den aus sechs Jamben bestehenden jambischen Senar ja6 mit dem ebenfalls aus sechs Jamben bestehenden jambischen Trimeter jat vergleicht. Der Senar hat das Schema:
×—ˌ×—ˌ×—ˌ×—ˌ×—ˌ◡◠
Der Trimeter dagegen:
×—ˌ◡—.×—ˌ◡—.×—ˌ◡◠.
Das jambische Metron hat also eine Struktur (×—ˌ◡—), die sich nicht einfach aus dem Aneinanderfügen zweier Jamben (×—ˌ×—) ergibt.